# James Paul Le Blanc
James Paul LeBlanc, född 4 juli 1961 i USA, är en svensk/amerikansk professor i Signalbehandling, verksam vid Luleå tekniska universitet.
LeBlanc erhöll titeln "Master of Science" 1987 och doktorsexamen 1995. Båda examina erhölls på Cornell University i New York. 
Leblanc är professor i Signalbehandling på Luleå tekniska universitet sedan början av 2000-talet. 
Leblanc vann titeln "årets bästa lärare" år 2003 av Teknologkåren på Luleå tekniska universitet.
Leblancs forskning är främst inom "Communications Theory , Digital Signal Processing  and Adaptive Signal Processing/Adaptive Systems ".